# Дом механической музыки и кружева
Дом механической музыки и кру́жева — французский музей, расположенный в Мирекуре, к западу от департамента Вогезы . Основанный в 1996 году, в нем сначала размещалась коллекция механических музыкальных инструментов, позже дополненная коллекцией бывшего музея, посвященного кружеву Мирекур, который сейчас закрыт.

## История
Основываясь на давних традициях инструментального производства в городе Жак Циммерманн, мэр города с 1977 по 1999 год, приобрел в 1996 году коллекцию инструментов, принадлежащую любителю из Финистера, и в том же году открыл музей .
В то же время открывается Дом кружева с помощью ассоциации Renouveau et Promotion de la Dentelle de Mirecourt, созданной в 1981 году. В музей организуются посещения и обучение кружеву. Каждые два года музей собирает кружевниц из нескольких стран.
В 2012 году было объявлено о закрытии Дома кружева, сначала представленного как временное. В 2018 году конгресс кружевников разных стран (поскольку его было слишком сложно организовывать) заменили на рынок кружева . Ассоциация продолжает свою обучающую и рекламную деятельность, но коллекции присоединились к коллекциям Maison de la Musique Mécanique.

## Коллекции

### Механическая музыка
В музеи воссоздана мастерская по изготовлению механических органов, инструментов, появившихся в XVIII веке . (серинет, мерлин, перрокетт, также бастринговое фортепиано Dusart, оркестрион Accordéo-Jazz, механическое пианино Dance-Orchestra, большой танцевальный орган frères Decap (сущ.) из Антверпена и многие другие исторические и современные инструменты

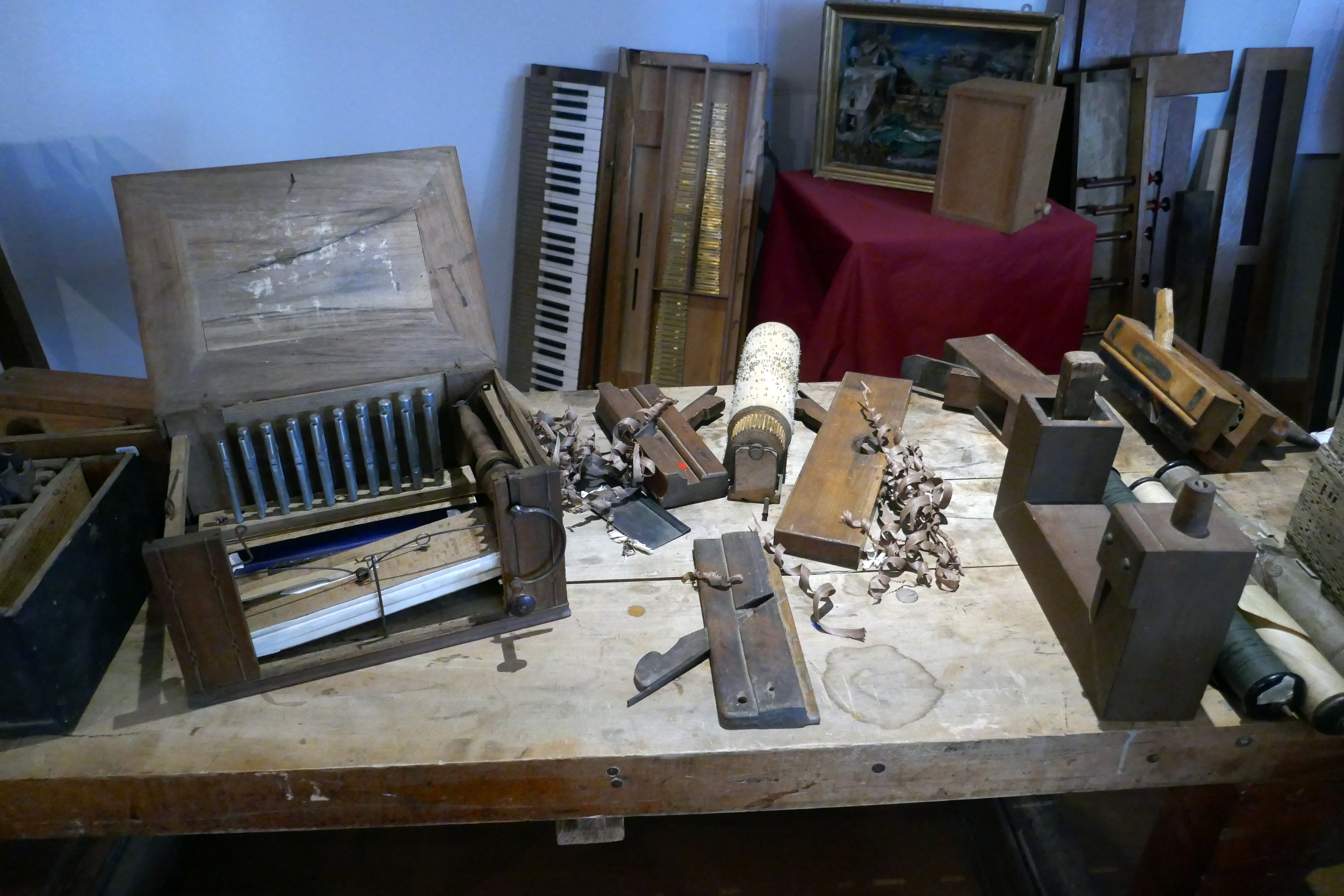
Мастерская органостроителя.
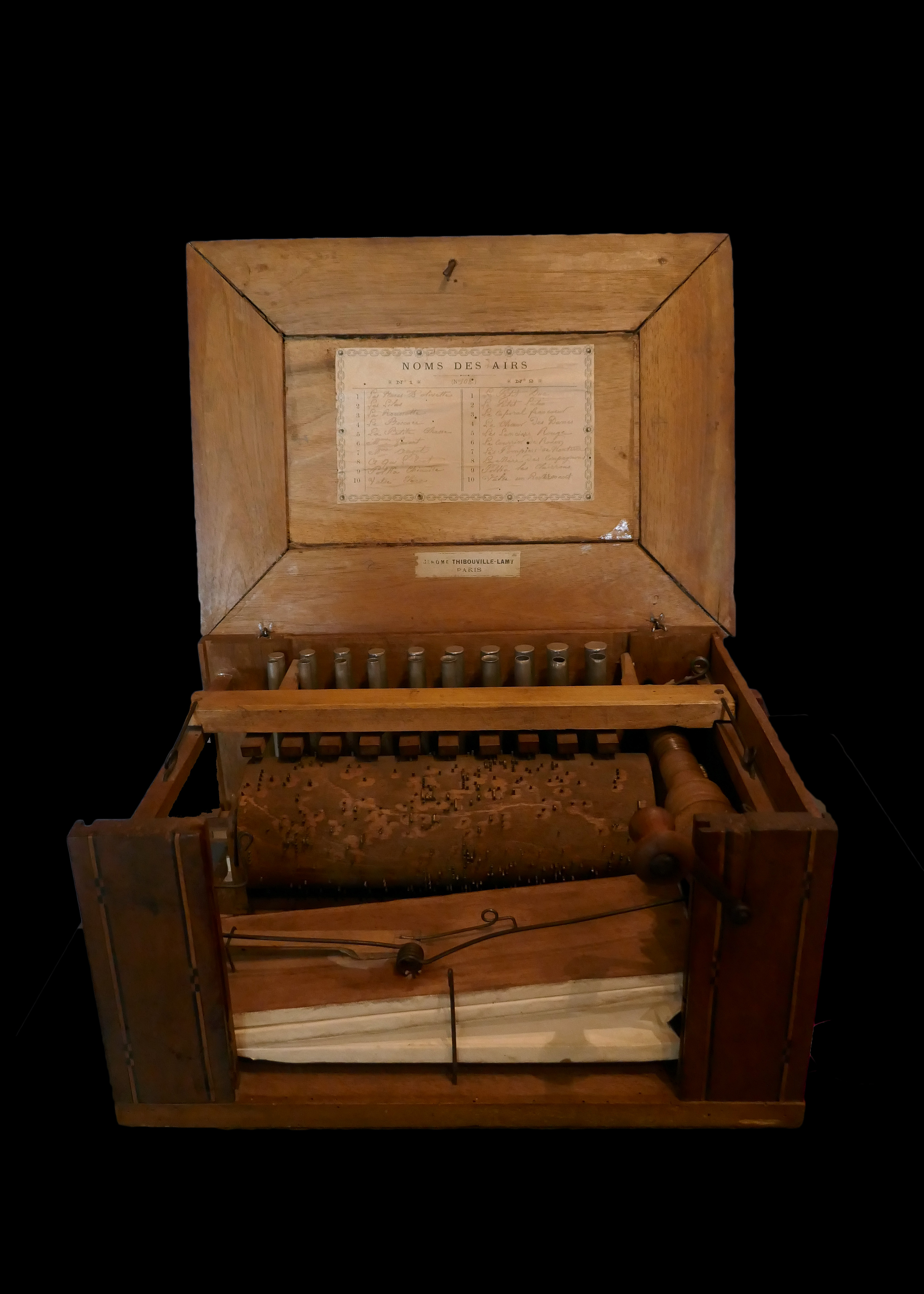
Мерлин .
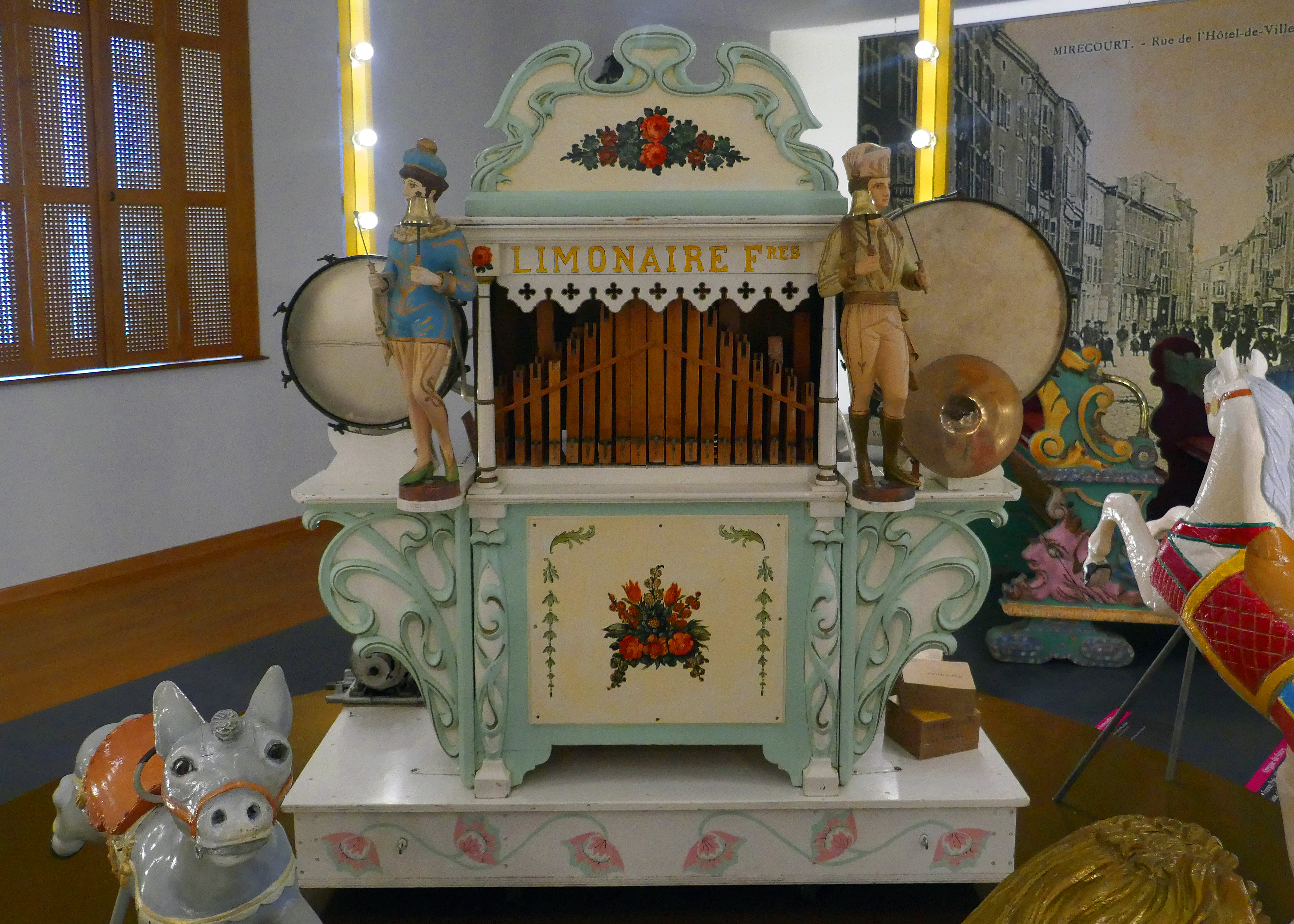
Выставочный орган Limonaire .
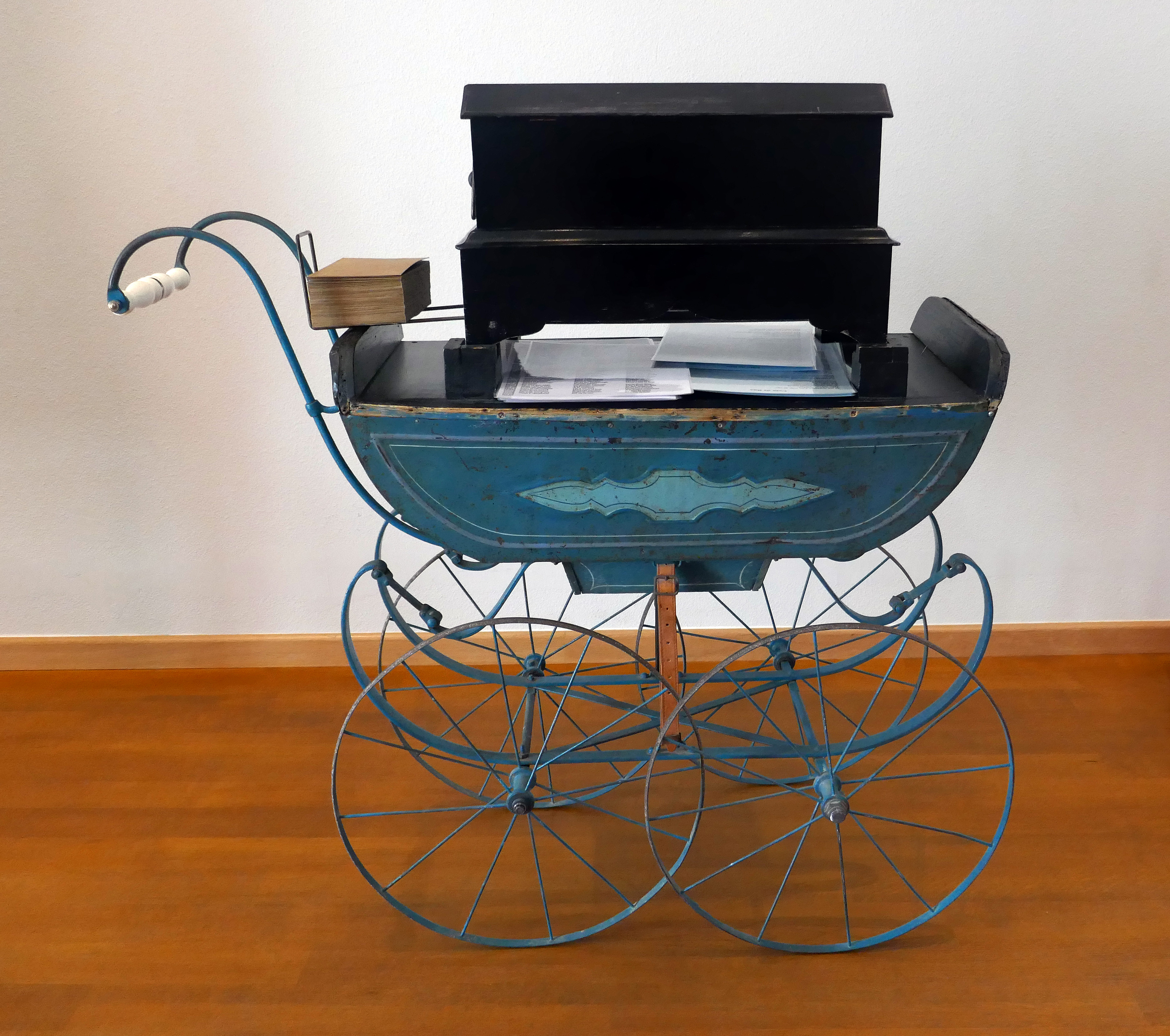
Органина.
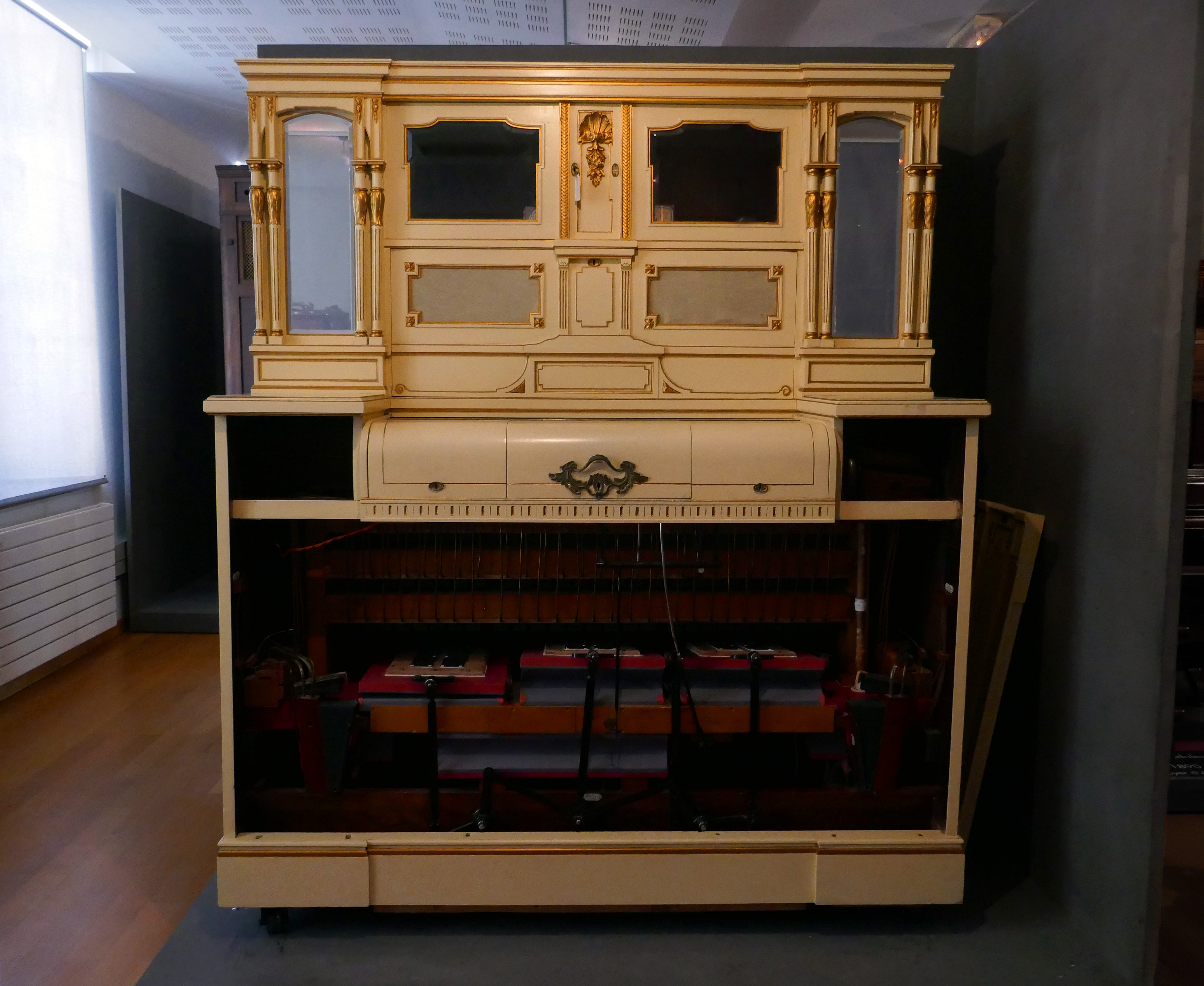
Фортепиано Вельте-Миньон.

### Мирекурское кружево

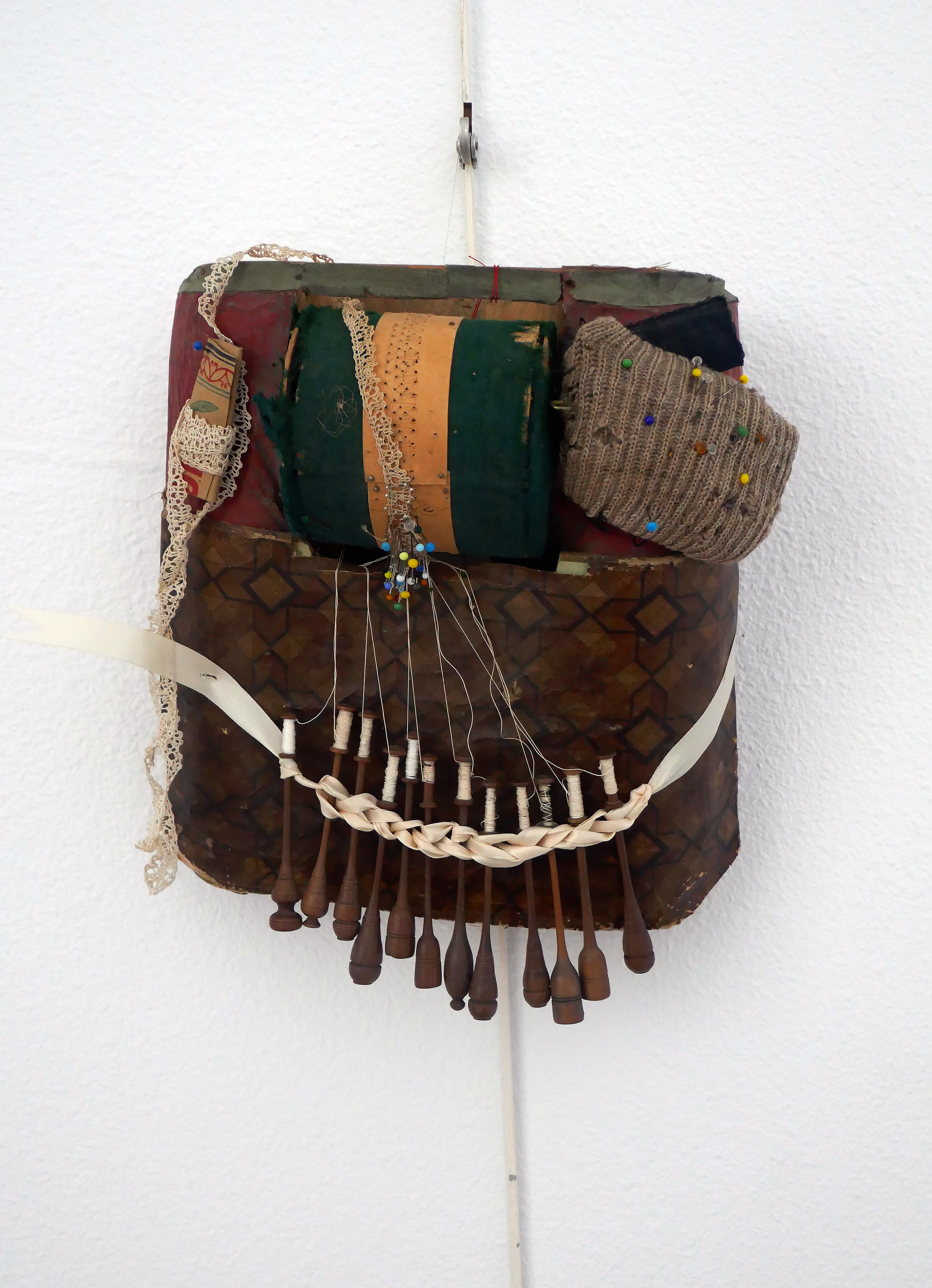
Старая профессия.
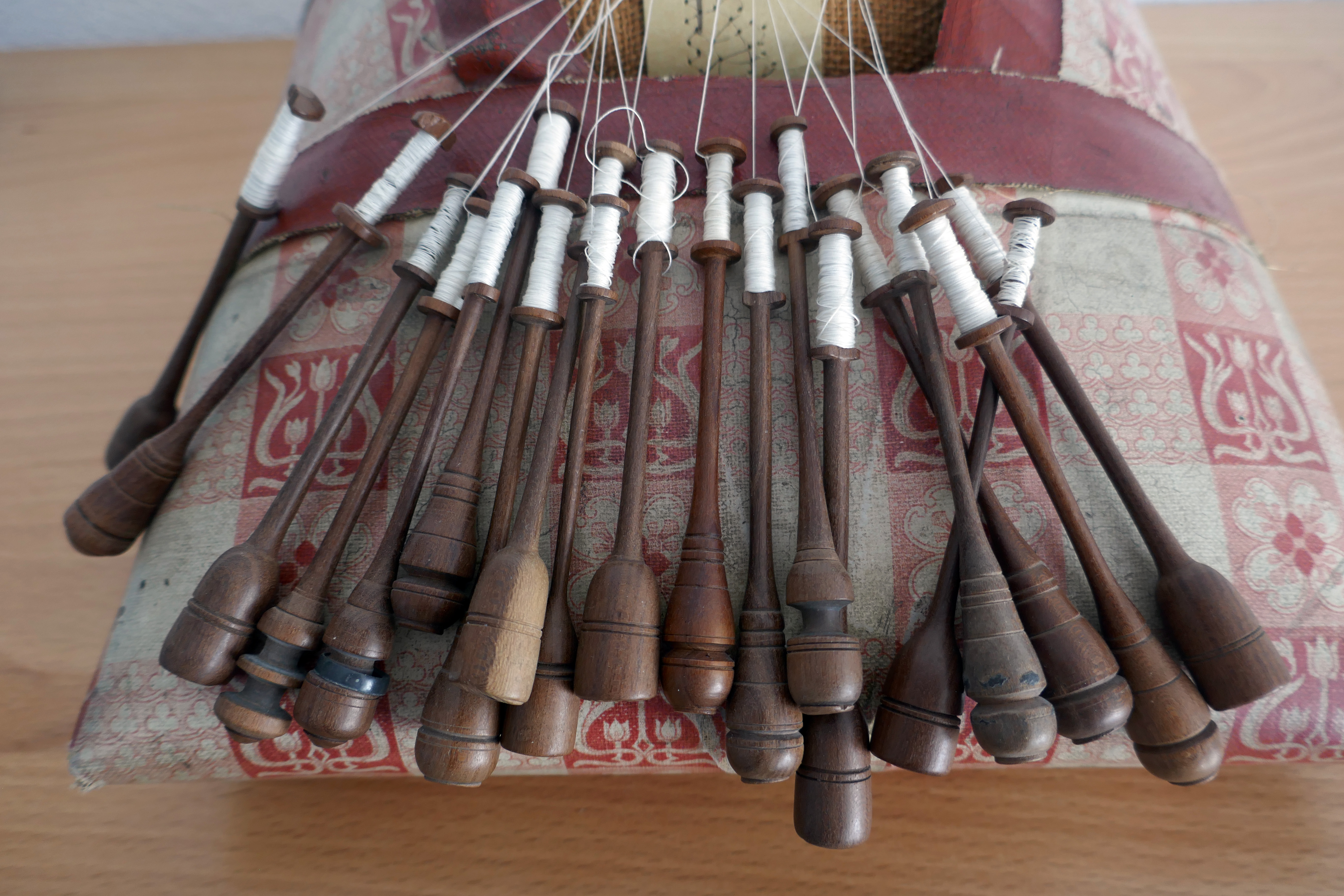
Шпиндели.
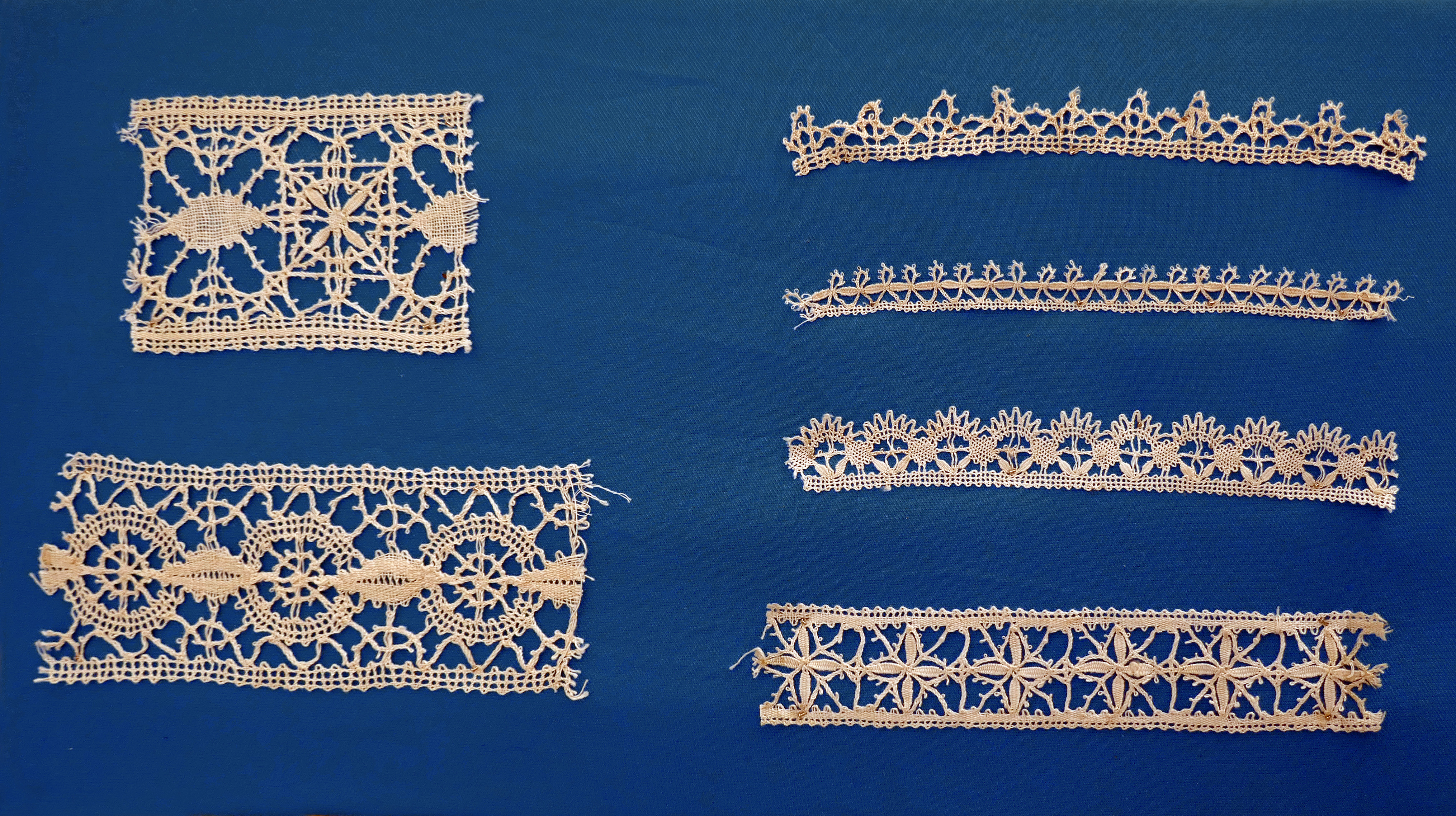
Образцы кружева метражом.
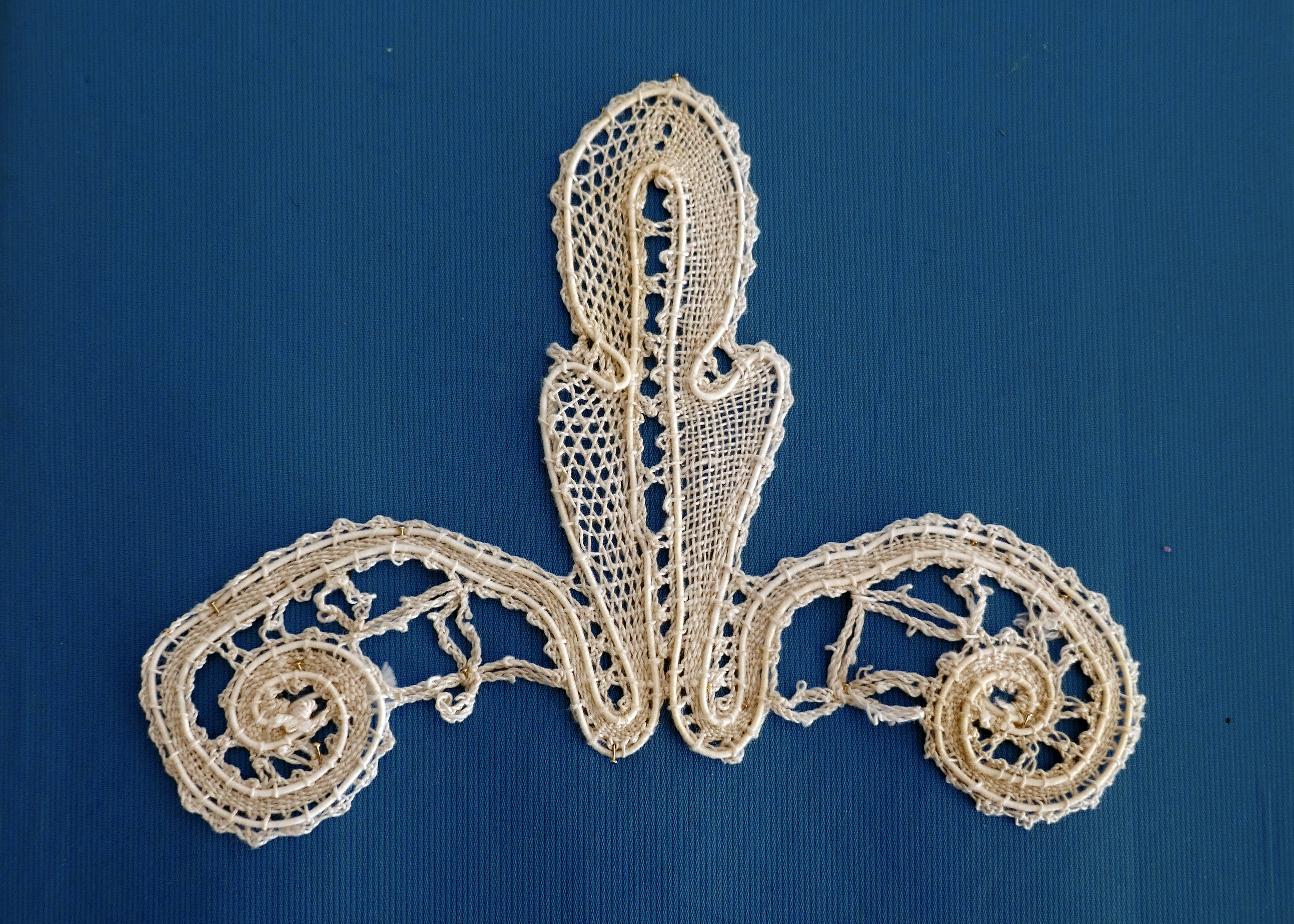
Арабский кружевной узор.
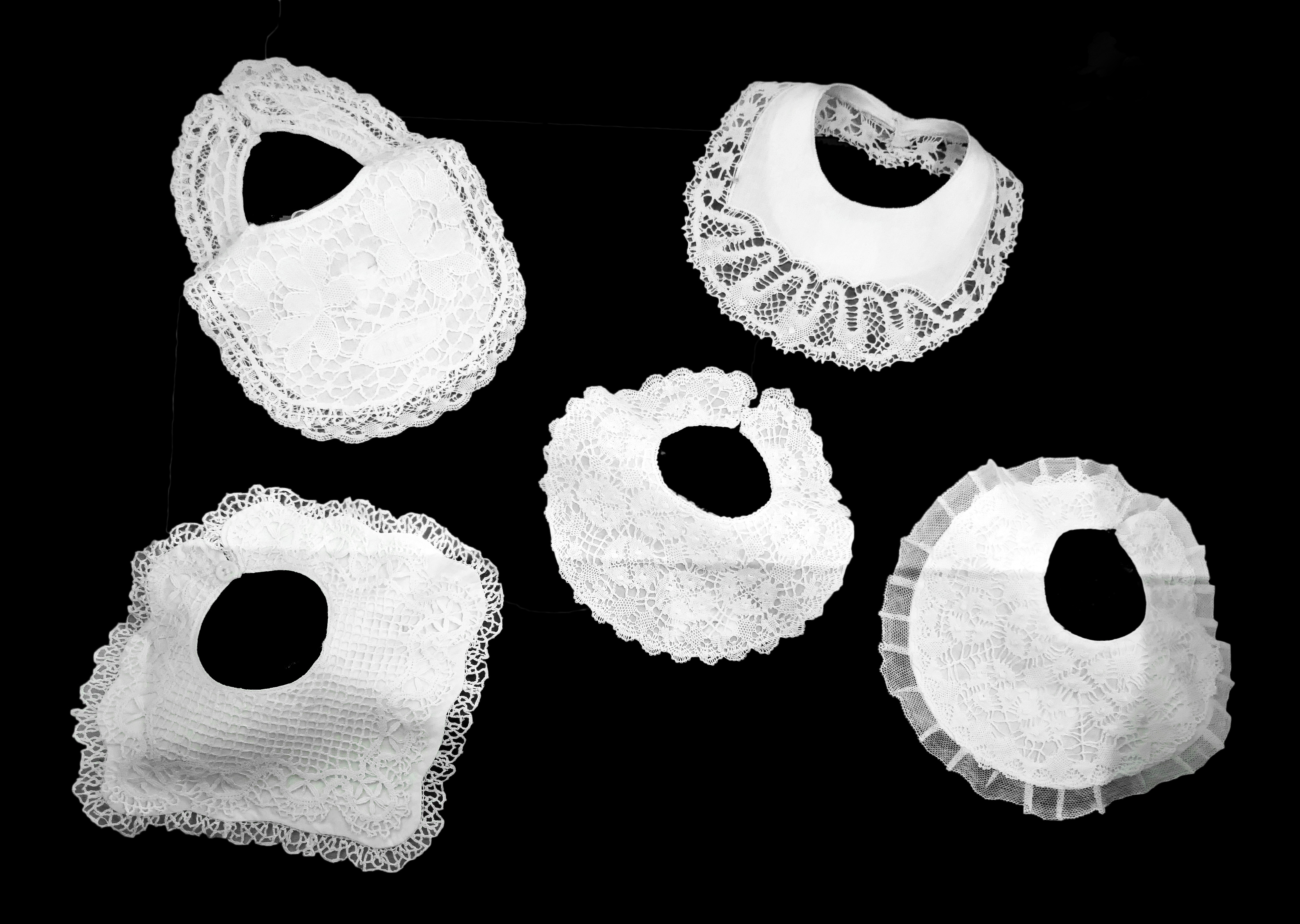
Нагрудники.

## Выставки

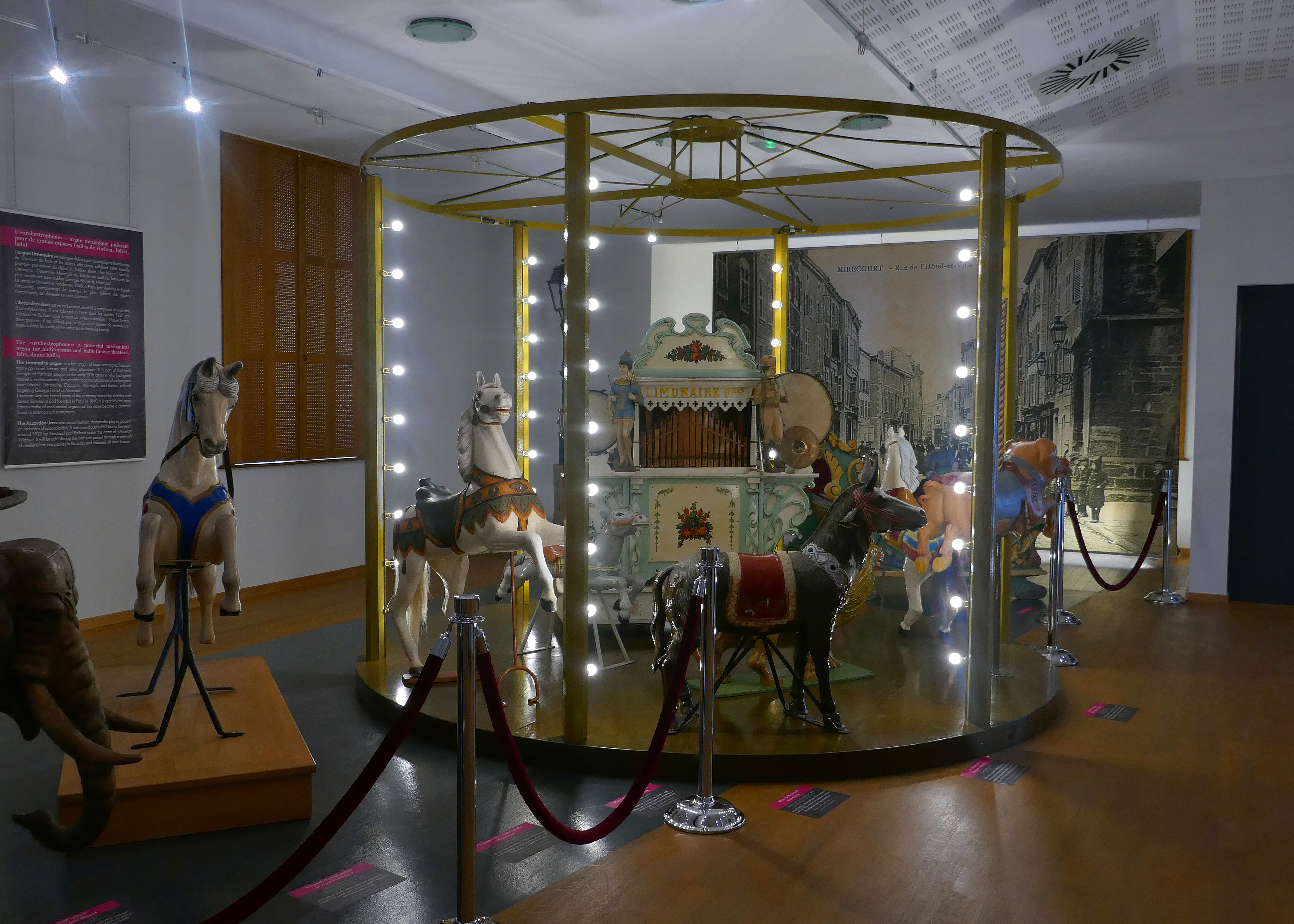
Выставка «Веселая ярмарка, карусель и лимонер».

Музей организует временные выставки, такие как «Fête Foraine, Carrousel et Limonaire» в 2019—2020 годах .